# Great Brington
Cet article possède un paronyme, voir Brington.
Great Brington est un village du Northamptonshire, en Angleterre.